# Басино (Смоленский район)
Басино — деревня в Смоленском районе Смоленской области России. Входит в состав Пионерского сельского поселения. Население — 11 жителей (2010 год). 
Расположена в западной части области в 10 км к юго-западу от Смоленска, в 9 км южнее автодороги А141 Орёл — Витебск, на берегу реки Сож. В 16 км севернее деревни расположена железнодорожная станция Дачная-1 на линии Смоленск — Витебск. 

## История
В годы Великой Отечественной войны деревня была оккупирована гитлеровскими войсками в июле 1941 года, освобождена в сентябре 1943 года. 